# Victoria Sánchez
Victoria Sánchez est une actrice canadienne d'origine espagnole, née le 24 janvier 1976 dans les îles Canaries (Espagne). Sa famille et elle rejoignent Montréal en 1985.

## Filmographie

### Cinéma
- 1998 : Perpetrators of the Crime : Pauline
- 1998 : Sublet : Daphne
- 1998 : Le Dernier Templier (The Minion) : Police translator
- 1998 : This Is My Father : Female Student
- 2000 : La Promesse : Victoria
- 2000 : Saint Jude : Maureen
- 2003 : Mambo Italiano : Beautiful Woman
- 2004 : Pacte avec le Diable (Dorian) d'Allan A. Goldstein : Mariella Steiner
- 2004 : Brilliant (en) : Medical student
- 2004 : Noël : Young Mother
- 2004 : Eternal : Irina
- 2009 : 3 Saisons : Fille party punk
- 2010 : Let the Game Begin : Hospital Patient
- 2013 : Algonquin : Carmen
- 2015 : The Badge : Sarah Richards
- 2017 : Pyewacket : Cameo

### Télévision
- 1990 : Watatatow (série télévisée) : Rebecca
- 1997 : Student Bodies (série télévisée) : Grace Vasquez
- 1998 : Big Bear (feuilleton TV) : Kelly McLean
- 1999 : P.T. Barnum (téléfilm) : Helen (Barnum)
- 1999 : Undressed (série télévisée) : Frannie
- 2000 : Le Loup-garou du campus (série télévisée) : Médusa, une gorgone
- 2000 : La Cinquième Sœur (Satan's School for Girls) (téléfilm) : Lisa Bagley
- 2001 : Wolf Girl (téléfilm) : Tara the Wolf Girl
- 2001 : L'Histoire sans fin (série télévisée de 13 épisodes, diffusée en Europe sous la forme de 4 téléfilms) : Xayide (la princesse des ténèbres)
- 2003 : Choice: The Henry Morgentaler Story (téléfilm) : Carmen Morgentaler
- 2006 : Flirting with Danger (téléfilm) : Gloria Moretti
- 2008 : Seule face à sa peur (The Watch) (téléfilm) : Sophie / Polly
- 2009 : The Future Life of Jake (téléfilm) : Kristi
- 2010 : Tangled (téléfilm) : Ruth Langley
- 2013 : Maternité à risque (téléfilm) : Woman in Park
- 2015 : Nouvelle Adresse : Camille Landry
- 2015 : 19-2 (série télévisée, 1 épisode) : Detective Sanchez
- 2015 : Le Berceau des anges (mini-série télévisée) : Theresa Bagatta
- 2015-2016 : This Life (série télévisée, 9 épisodes) : Béatrice Ledoux
- 2016 : Real Detective (série télévisée, 1 épisode) : Linda Mills
- 2016 : A Stranger in My Home (série télévisée, 1 épisode) : Jenny
- 2017 : Bellevue (série télévisée, 6 épisodes) : Maggie Sweetland
- 2017 : Jack Ryan (série télévisée, 6 épisodes) : Layla Navarro